# Penyaring
Penyaring is een bestuurslaag in het regentschap Sumbawa van de provincie West-Nusa Tenggara, Indonesië. Penyaring telt 2473 inwoners (volkstelling 2010).